# Suludere (Alaca)
Pour les articles homonymes, voir Suludere.
Le Suludere est une rivière de Turquie, sur le cours de laquelle se trouve le barrage d'Alaca. Le village de Büyüksöğütözü est juste en aval du barrage et donne à la rivière un autre nom, celui de rivière de Büyüksöğütözü (Büyüksöğütözü Deresi). Elle passe près d'Alaca et rejointe par plusieurs autres cours d'eau. La rivière Büyüköz qui en résulte se jette dans la rivière de Çorum sur sa rive droite.